# Need for Speed: World
Need for Speed: World (tên trước đây là Need for Speed: World Online) là trò chơi điện tử đua xe thế giới mở online. Đây là dòng game thứ 15 trong series đua xe nổi tiếng Need for Speed, được phát hành bởi Electronic Arts. Trò chơi được đồng phát triển bởi Quicklime Games  và EA Singapore. Nó là trò chơi trực tuyến nhiều người chơi đầu tiên của Need for Speed (mặc dù Motor City Online cũng đã được cho là một trò chơi của dòng game này) và nó chỉ được phát hành cho nền tảng Windows trên PC. World được phát hành trên toàn thế giới vào ngày 27 tháng 7 năm 2010. Tuy vậy, những người đã đặt mua Need for Speed: World Starter Pack sẽ có cơ hội được trải nghiệm trò chơi ở một thời điểm sớm hơn, vào ngày 20 tháng 7 năm 2010.]
Need for Speed: World đã chính thức đóng cửa server vào ngày 14 tháng 7 Năm 2015, cùng với những loại game chơi miễn phí của EA khác như: Battlefield Play4Free, Battlefield Heros và FIFA World.

## Cách chơi
Cách chơi của World dựa trên phong cách chơi của Most Wanted và Carbon, tập trung vào những cuộc đua bất hợp pháp, việc độ xe và những cuộc truy đuổi của cảnh sát, bên cạnh đó là những công cụ kiếm tiền qua mạng. Bối cảnh của World được đặt trong hai thành phố Rockport (của Most Wanted) và Palmont (của Carbon). Có 34 chiếc xe khác nhau xuất hiện trong trò chơi.
Thời gian vừa qua, nhà sản xuất đã dần cung cấp những tính năng cho người chơi. Tháng 12 năm 2010, việc độ máy xe (Performance Customization) đã được cung cấp để sử dụng và ngày 16 tháng 3 năm 2011 là độ diện mạo (Visual Customization). Ngày 31 tháng 3 năm 2011, trò chơi giới thiệu chế độ chơi mới có tên là "Team Escape", một phiên bản đòi hỏi hợp tác giữa các người chơi, trong đó bốn người chơi phải phối hợp với nhau như một đội để đi từ điểm A đến điểm B trong khi phải tránh một lượng lớn xe cảnh sát. Hai tùy chọn bổ sung cho chế độ này đã được phát hành.
Trước ngày 8 tháng 9 năm 2010, sau khi chơi đến level 10, người chơi sẽ không thể chơi tiếp nữa mà phải dừng lại. Để có thể tiếp tục chơi, người chơi buộc phải mua Need for Speed World Starter Pack. Nếu không mua nó, người chơi có thể chơi bao lâu tùy thích, nhưng sẽ bị giới hạn. Ngày 8 tháng 9 năm 2010, World đã có 1 triệu lượt đăng ký. Để ăn mừng điều này, trò chơi đã cho phép chơi miễn phí và những giới hạn đã bị gỡ bỏ.

## Phát triển

Một hình ảnh trong trò chơi

World là một trò chơi miễn phí. Vào tháng 10 năm 2009, World đã phát hành bản chơi thử (beta) có giới hạn cho thị trường Đài Loan. Tổng cộng đã có bảy bản close beta được phát hành. Nếu không tính bản đầu tiên thì tất cả các bản closed beta đều được phát hành trên toàn thế giới dành cho những người đã đăng nhập, đáp ứng tiên chuẩn, và được cho phép.
Một bản open beta đã được phát hành vào 10 giờ sáng tại múi giờ GMT -7, ngày 2 tháng 7 năm 2010. Bản chơi thử này dự tính sẽ bị dừng phát hành vào ngày 6 tháng 7 năm 2010 nhưng thực tế đến ngày 9 tháng 7 năm 2010 mới bị dừng. Một cuộc kiểm tra phần cứng đã được thực hiện từ ngày 13 đến ngày 14 tháng 7 năm 2010.
Những người đã mua bản mở đầu đều có thể thưởng thức trò chơi một tuần trước khi phiên bản chính thức được phát hành. Những người không mua phiên bản mở đầu sẽ chính thức được chơi vào ngày 27 tháng 7 năm 2010.

## Xe
Những chiếc được gạch chân là những chiếc không miễn phí và phải mua bằng tiền thật. Một số chiếc tuy là miễn phí nhưng một số màu sơn của nó thì phải mua tại SpeedBoost.
Chú ý: Chiếc xe Audi A1 clubsport quattro Concept chỉ miễn phí từ ngày 1 đến ngày 4 tháng 6 năm 2011.
Bậc 1 (9 chiếc):

1971 Dodge Challenger R/T

1969 Dodge Charger R/T

2007 Mazda Mazdaspeed3

2005 Mitsubishi Eclipse GT

1992 Nissan 240SX

2000 Nissan Silvia S15

1965 Pontiac GTO (Juggernaut available) 

1986 Toyota Corolla AE86

2008 Volkswagen Scirocco
Bậc 2 (19 chiếc):

2009 Audi TT RS Coupe
 
2009 Audi S5

2011 Audi A1 Clubsport quattro Concept

2008 BMW Z4 M Coupe

2008 BMW 135i Coupe

2008 Dodge Charger SRT8 Super Bee

1996 Ford Escort RS Cosworth

2009 Lexus IS-F

2006 Lotus Elise 111R

1995 Mazda RX-7

2006 Mitsubishi Lancer Evolution IX MR-Edition

2008 Mitsubishi Lancer Evolution X

2003 Nissan 350Z (Z33)

2009 Nissan 370Z (Z34)

1999 Nissan Skyline GT-R R34

2007 Porsche Cayman S

2006 Subaru Impreza WRX STi

1998 Toyota Supra

2005 Volkswagen Golf R32 (Mk5)
Bậc 3 (10 chiếc):

2008 Audi R8 4.2 FSi quattro

2001 BMW M3 GTR (E46)

2008 BMW M3 E92

2006 Chevrolet Corvette Z06

2006 Dodge Viper SRT-10

2006 Ford GT

2008 Lamborghini Gallardo LP560-4

2010 Lamborghini Murciélago LP640

2008 Nissan GT-R (R35)

2006 Porsche 911 Turbo (997 TT)

## Đóng cửa mạng
Vào ngày 15 tháng 5 năm 2015, Electronic Art đã công bố rằng Trò chơi này sẽ chính thức tắt Server vào ngày 14 tháng 7 năm 2015. Sau 5 năm phát hành và phát triển cho các game thủ trải nghiệm, nhà sản xuất cảm thấy rằng game này không thể nào đạt các tiêu chuẩn cao so với các game của hãng Need for Speed hiện nay. Chức năng mua SpeedBoost bằng tiền thật và tạo tài khoản mới trong game (trừ khi tạo tài khoản tại Origin) đã bị gỡ bỏ kể từ ngày công bố.
Hiện nay, một số game thủ có thể chơi trò chơi này trong Offline qua những phần mềm phức tạp cần phải cài đặt. Tuy nhiên, thỉnh thoảng trò chơi dễ bị crash hoặc ko phản hồi.

## Đón nhận
Need for Speed: World nhận được những đánh giá trái chiều từ những nhà chuyên môn. GameRankings cho trò chơi số điểm 62.14% trong khi số điểm của Metacritic là 62.
Những lời khen ngợi đến nhiều nhất từ GamingXP, họ đã nói rằng "Trò chơi trông giống như một sự kết hợp của các trò chơi Need for Speed trước ngoại trừ việc chế độ chơi đơn đã bị dỡ bỏ. Người ta thêm vào vài vai chơi mới và bạn đã có một cuộc đua kiếm tiền trên mạng".
PC Format đưa ra một đánh giá có ý chê bai trên số báo tháng 10 năm 2010 của họ và kết luận rằng trò chơi "như một cơ hội bị bỏ lỡ". Eurogamer bình luận rằng "Thật sự xấu hổ khi yếu tố kiếm tiền của World rõ ràng là một yếu tố phức tạp và không cần thiết".